# Ringway
Ringway är en civil parish i Storbritannien. Den ligger i distriktet City of Manchester i grevskapet Greater Manchester i riksdelen England, i den centrala delen av landet, 250 km nordväst om huvudstaden London. I Ringway ligger Manchester Airport. 